# Hargicourt (Aisne)
Hargicourt es una comuna francesa situada en el departamento de Aisne, de la región de Alta Francia.

## Geografía
Está ubicada a 15 km al norte de San Quintín.

## Demografía
| 620 | 559 | 561 | 540 | 557 | 559 | 538 | 587 |
| Para los censos de 1962 a 1999 la población legal corresponde a la población sin duplicidades (Fuente: INSEE [Consultar]) |     |     |     |     |     |     |     |